# Семиборье

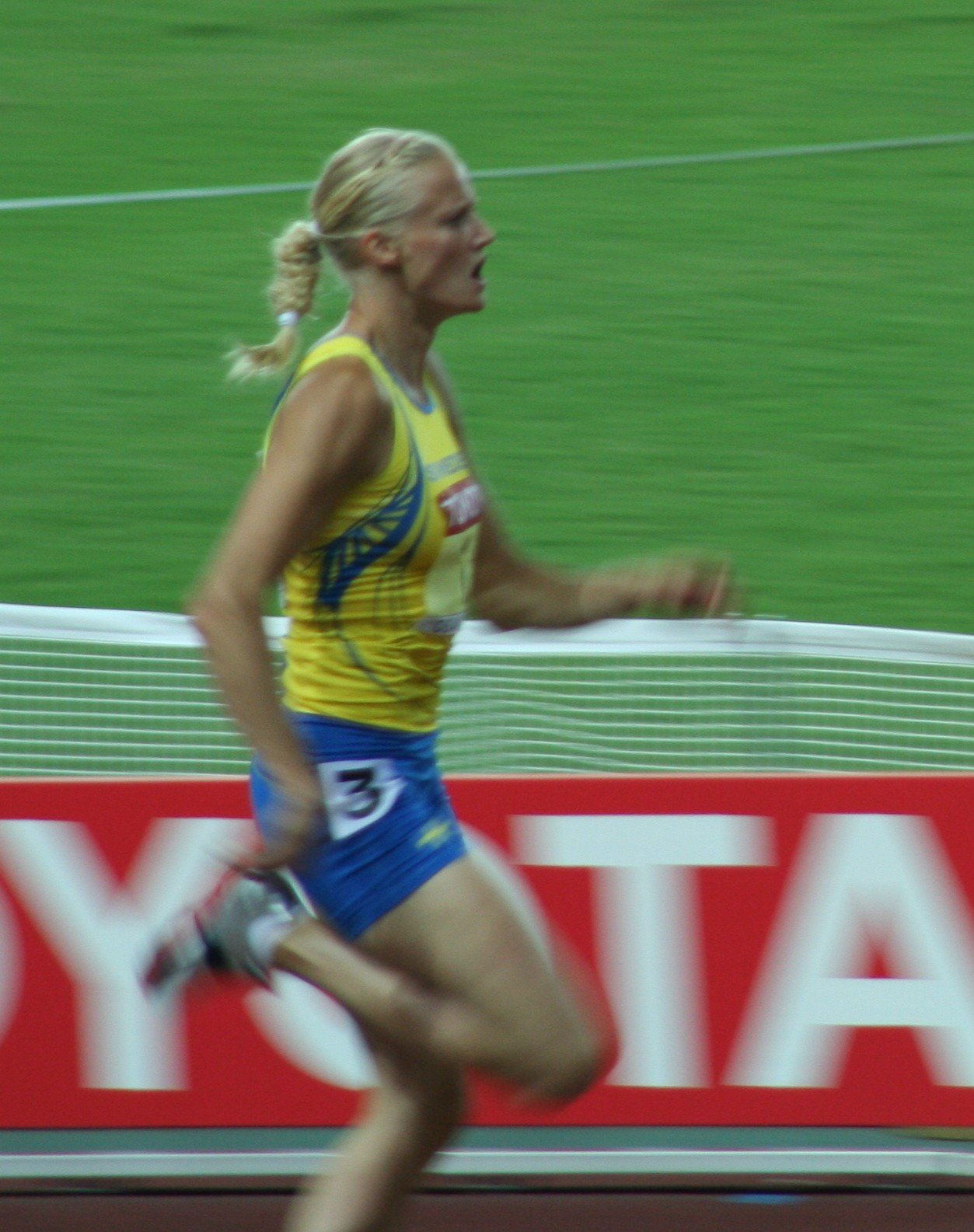
Олимпийская чемпионка и трёхкратная чемпионка мира в легкоатлетическом семиборье Каролина Клюфт (Швеция)

Семиборье — легкоатлетическая дисциплина, включающая соревнования в 7 видах лёгкой атлетики. Соревнования проводятся в 2 дня. Результат каждого участника определяется комбинацией его результатов в отдельных видах. Имеется своя система начисления очков в каждом виде. Затем эти очки суммируются, чтобы получить окончательный результат. Соревнования по семиборью проводятся среди женщин в летнем сезоне и у мужчин в зимнем сезоне.

## Правила
- Семиборье у женщин включает :

1 день: бег на 100 м с барьерами, прыжок в высоту, толкание ядра, бег на 200 м
2 день: прыжок в длину, метание копья и бег на 800 м.
- Семиборье у мужчин включает :

1 день: бег на 60 м, прыжок в длину, толкание ядра, прыжок в высоту
2 день: бег на 60 м с барьерами, прыжок с шестом, бег на 1000 м

## История
Первые соревнования в женском легкоатлетическом многоборье относятся к 1920-м годам. Первоначально многоборье у женщин объединяло пять видов и в таком виде присутствовало в программе Олимпийских игр с 1964 по 1980 год. Заменившее его семиборье является олимпийской дисциплиной лёгкой атлетики с 1984 года. В программе летних чемпионатов мира по лёгкой атлетике семиборье присутствует с 1983 года.
В программу зимних чемпионатов мира по лёгкой атлетике мужское семиборье входит с 1995 года.
Выдающихся успехов в многоборье у женщин добилась Джекки Джойнер-Керси завоевавшая на Олимпиадах в семиборье с 1984 по 1992 год 2 золотых и 1 серебряную медаль.

## Мировой рекорд
| Рекорд | Спортсменка          | Страна | Дата             | Место                  |
| 7291   | Джекки Джойнер-Керси | США    | 24 сентября 1988 | Сеул, Республика Корея |

## 10 лучших атлетов в истории
По состоянию на август 2023 года

### Женщины
| Место | Очки | Легкоатлетка                              | Место   | Дата       |
| ----- | ---- | ----------------------------------------- | ------- | ---------- |
| 1     | 7291 | Джекки Джойнер-Керси (США)                | Сеул    | 1988-09-24 |
| 2     | 7032 | Каролина Клюфт (Швеция)                   | Осака   | 2007-08-26 |
| 3     | 7013 | Нафиссату Тиам (Бельгия)                  | Гётцис  | 2017-05-28 |
| 4     | 7007 | Лариса Никитина (СССР)                    | Брянск  | 1989-06-11 |
| 5     | 6988 | Анна Холл (США)                           | Гётцис  | 2023-05-28 |
| 6     | 6985 | Сабине Браун (Германия)                   | Гётцис  | 1992-05-31 |
| 7     | 6981 | Катарина Джонсон-Томпсон (Великобритания) | Доха    | 2019-10-04 |
| 8     | 6955 | Джессика Эннис (Великобритания)           | Лондон  | 2012-08-04 |
| 9     | 6956 | Сабине Пец (Германия)                     | Потсдам | 1984-05-06 |
| 10    | 6942 | Гада Шуаа (Сирия)                         | Гётцис  | 1996-05-26 |

## Интересные факты
В начале XXI века женщины начинают активно пробовать себя в десятиборье. Возможно, в будущем они будут соревноваться в таком же наборе дисциплин, что и мужчины.
Полная сравнимость результатов, однако, невозможна, так как:
- короткая барьерная дистанция у женщин — 100 м вместо 110 м у мужчин; различна также высота барьеров: 840 и 1067 мм
- в метании у мужчин используются более тяжёлые снаряды, чем у женщин.

## Подсчёт очков
Подсчёт очков в каждой дисциплине проводится по формуле:
{\displaystyle y=a\cdot |x-b|^{c},}
где
{\displaystyle x} — результат, выраженный в соответствующих единицах измерения;
{\displaystyle a,b,c} — коэффициенты, указанные в приведённой ниже таблице.
| Дисциплина                    | Единицы измерения | Коэффициенты формулы | Коэффициенты формулы | Коэффициенты формулы |
| Дисциплина                    | Единицы измерения | a                    | b                    | c                    |
| ----------------------------- | ----------------- | -------------------- | -------------------- | -------------------- |
| Бег на 100 метров с барьерами | c                 | 9,23075              | 26,7                 | 1,835                |
| Прыжки в высоту               | м                 | 916,325              | 0,75                 | 1,348                |
| Толкание ядра                 | м                 | 56,021               | 1,5                  | 1,05                 |
| Бег на 200 метров             | с                 | 4,99087              | 42,5                 | 1,81                 |
| Прыжки в длину                | м                 | 124,7435             | 2,1                  | 1,41                 |
| Метание копья                 | м                 | 15,9803              | 3,8                  | 1,04                 |
| Бег на 800 метров             | с                 | 0,11193              | 254                  | 1,88                 |

Прямые вертикальные скобки означают абсолютную величину заключённого в них числа, но при этом для применения этой формулы подмодульное выражение обязано быть неотрицательным в случае мер длины и неположительным в случае мер времени.